# 水無海浜温泉
水無海浜温泉（みずなしかいひんおんせん）は、北海道函館市椴法華地区にある温泉である。活火山である恵山東斜面裾野の海岸線に位置する。

## 泉質
- ナトリウム-塩化物泉[1]
  - 源泉温度 40〜65°C[1]

## 温泉街
温泉施設は道路の突き当たりに無料の露天風呂と、近くに公設のホテル「ホテル恵風（ケイプ）」 が1軒ある。ホテル恵風の源泉はナトリウム-塩化物泉の他に、炭化水素塩泉もある。濾過循環・掛け流し併用で、内湯・露天風呂があり日帰り入浴可能。
周辺施設には恵山岬公園があり、公園内には恵山岬灯台と、灯台資料館「ピカリン館」（2016年4月より休館）がある。

### 海岸の露天風呂

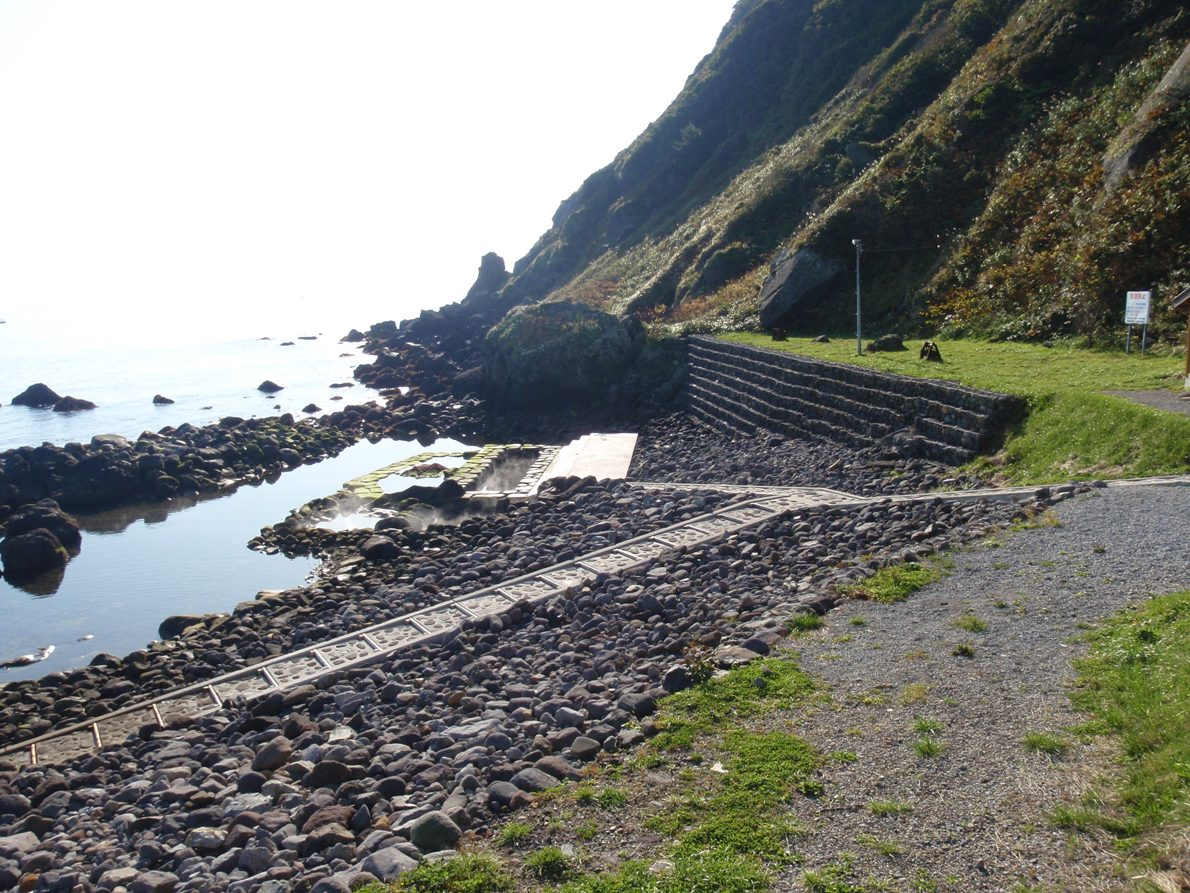
干潮時

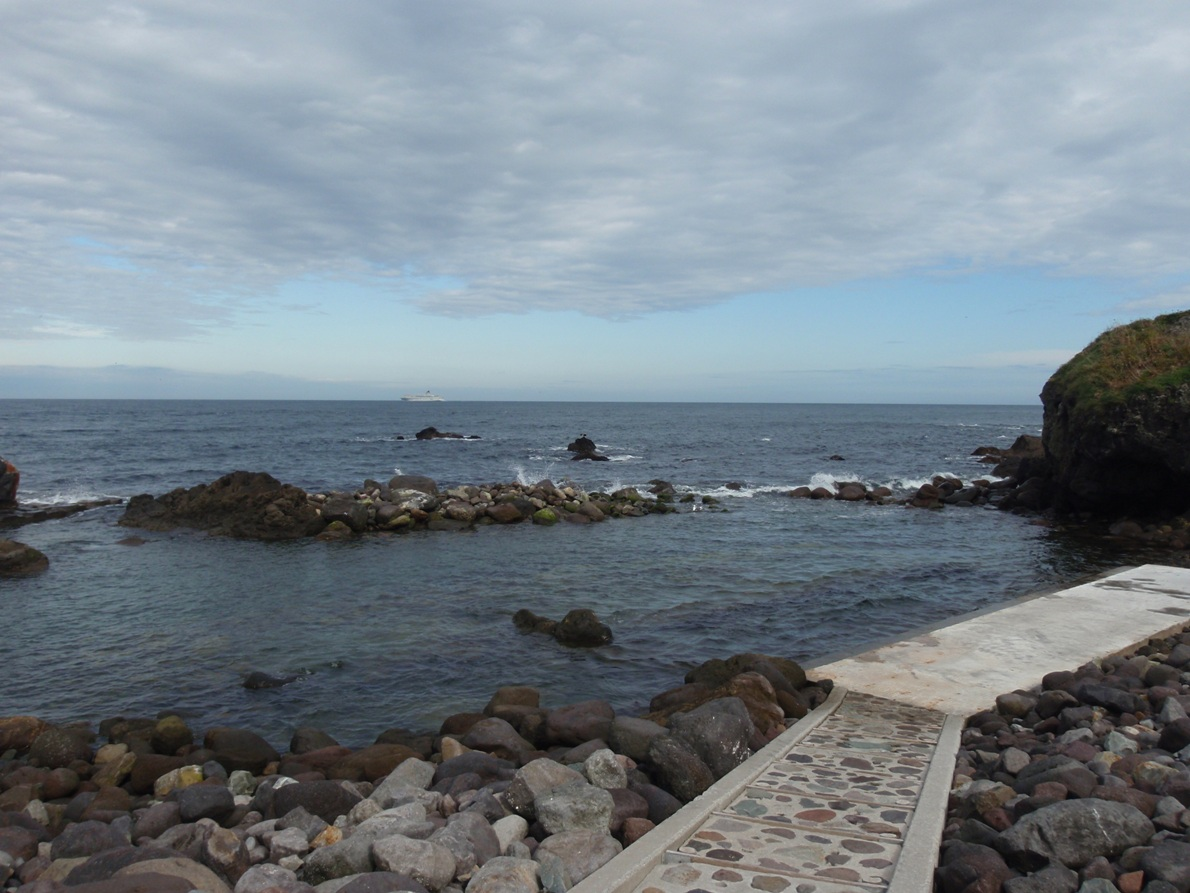
満潮水没時

ホテルから徒歩7分の海岸沿いには無料で入浴可能な露天風呂がある。源泉は湯船の下、足元湧出である。海水で交じり合って適温となるため、コンクリートと岩で作られた高さが異なる浴槽が用意され、潮位や好みにより使い分ける。
満潮時には湯船が完全に水没してしまうため、干潮前後の数時間しか入浴できない。天候状況や高波などにより、入浴できない場合がある。なお、入浴は無料だが、水着が必要（男女別の脱衣室がある）
近年、海側に防波用の岩を増し積みした為、高波の影響は減少した反面、湯に浸かりながらの水平線の眺望は悪くなった。
北海道テレビ放送のバラエティ番組『水曜どうでしょう』の企画「激走!24時間 大泉洋くん闘痔の旅」（1996年）では、収録時が満潮でありながら、出演者の大泉洋は入浴を強行したものの、事実上「秋の海水浴」と化してしまった。

## 歴史
- 1965年（昭和40年）8月9日 - 恵山温泉郷の一部として国民保養温泉地に指定
- 2004年（平成16年）7月30日 - リニューアルオープン[1]

## アクセス
- 鉄道：函館本線函館駅よりバスで約120分
- 道路：北海道道635号元村恵山線

※函館空港から国道278号線を函館駅より反対の恵山方面へ、空港から車で1時間